# Frances Pleasonton
Frances Pleasonton (1912-1990) fue una física de partículas estadounidense y trabajó en el Laboratorio Nacional Oak Ridge. Fue una profesora e investigadora activa, y miembro del equipo que demostró por primera vez la desintegración de neutrones en 1951.

## Trayectoria
Pleasonton obtuvo su licenciatura en la universidad privada Bryn Mawr College, donde fue la directora de su anuario. Luego pasó a enseñar en colegios como el Winsor School, el Girls Latin School of Chicago y el Brearley School. Regresó a Bryn Mawr College para obtener su Master, trabajó como directora en Pembroke East y se graduó en 1943. Fue profesora titular de física y pidió una excedencia para trabajar para el gobierno en 1942. Durante su Master identificó la estructura cristalina de la sal de Rochelle.
Fue una investigadora activa en la desintegración de neutrones. Hubo varios intentos de medir la vida media de los neutrones antes de la Segunda Guerra Mundial, que fracasaron debido a la falta de disponibilidad de fuentes de neutrones intensos. Arthur Snell y Leonard Miller construyeron el reactor de grafito de Oak Ridge, que podía enfocar haces de neutrones y permitir a los científicos observar su desintegración. Midieron la vida media de un neutrón en 1951.
Pleasonton recibió el apoyo de la Comisión de Energía Atómica de los Estados Unidos y su trabajo se publicó ampliamente. En 1958, examinaron la desintegración del helio-6, y Pleasonton y Snell controlaron las direcciones de los neutrinos y los electrones. Este resultado confirmó la teoría del electrón-neutrino de la desintegración beta.
En 1973, fue autora de varias secciones del informe para la Comisión Reguladora Nuclear de Estados Unidos. En el Laboratorio Nacional Oak Ridge, el laboratorio de Pleasonton recibió la visita de la Reina de Grecia y el Rey de Jordania. Pleasonton pasó a estudiar la ionización de los rayos X de xenón.
Pleasonton permaneció en Tennessee después de su retiro del Laboratorio Nacional Oak Ridge y participó en grupos de ciudadanos para proteger el medio ambiente.